# Schneemann

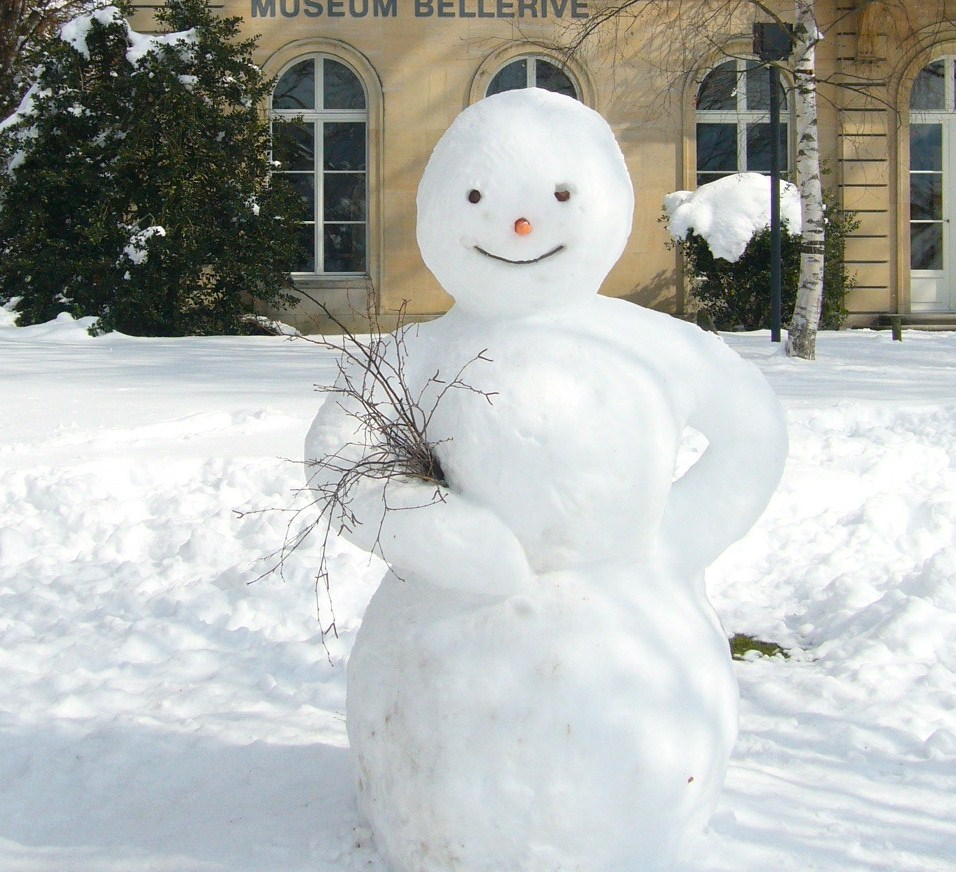
Schneemann vor Museum Bellerive in Zürich

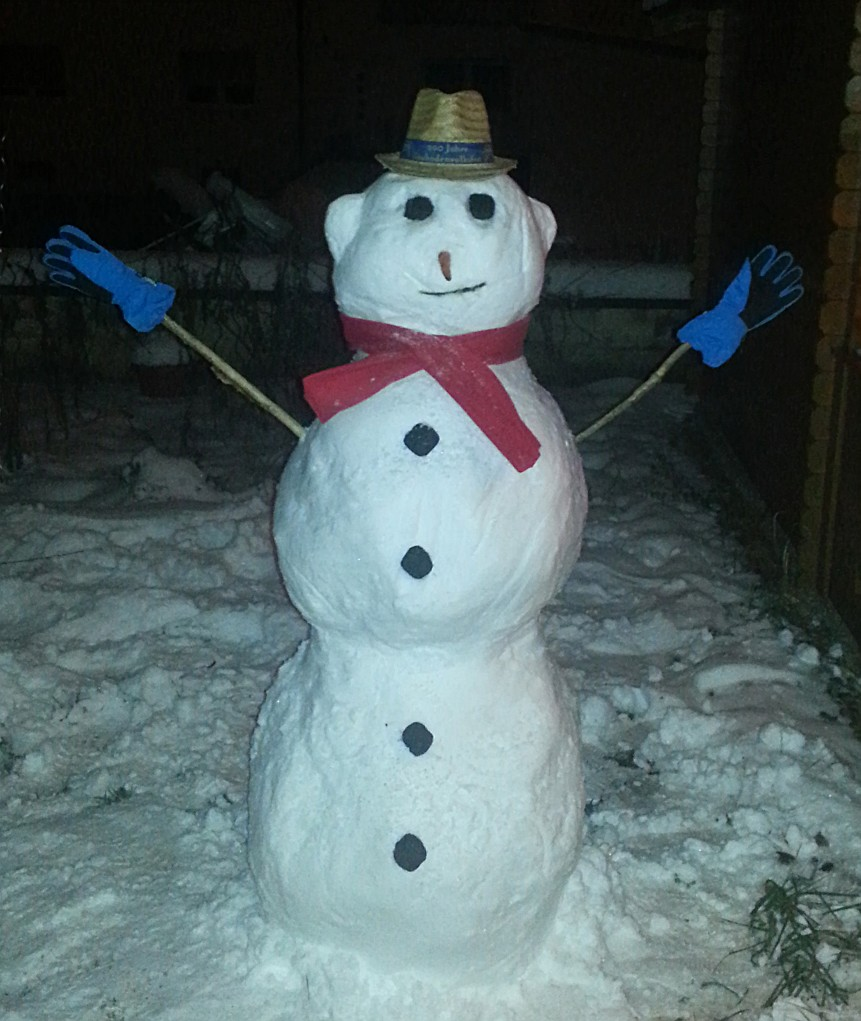
Schneemann mit Schal, Handschuhen und Hut in Straubing

Ein Schneemann ist eine Figur aus Schnee, die eine Anthropomorphisierung des Winters darstellt. Normalerweise besteht ein Schneemann aus drei verschieden großen, aufeinandergestapelten Schneebällen, die unteren und oberen Rumpf sowie den Kopf darstellen. Als Gesicht werden meist Kieselsteine oder Kohlenstücke als Augen, eine Karotte oder ein Zweig als Nase und mehrere kleine Kieselsteine als Mund verwendet. Oft bekommt ein Schneemann außerdem einen Topf oder Eimer als Hut auf den Kopf gesetzt. Manche verzieren den Schneemann außerdem mit einem Schal. Kleinere Schneebälle werden an den Seiten angebracht, um die Arme darzustellen und eventuell einen Reisigbesen zu halten. Manchmal wird auch für jeden Arm ein Zweig in die Schneekugeln gesteckt. Ein Schneemann kann sehr klein sein, kann aber auch mehrere Meter hoch werden, je nach Anzahl und Größe der Schneekugeln.

## Geschichte

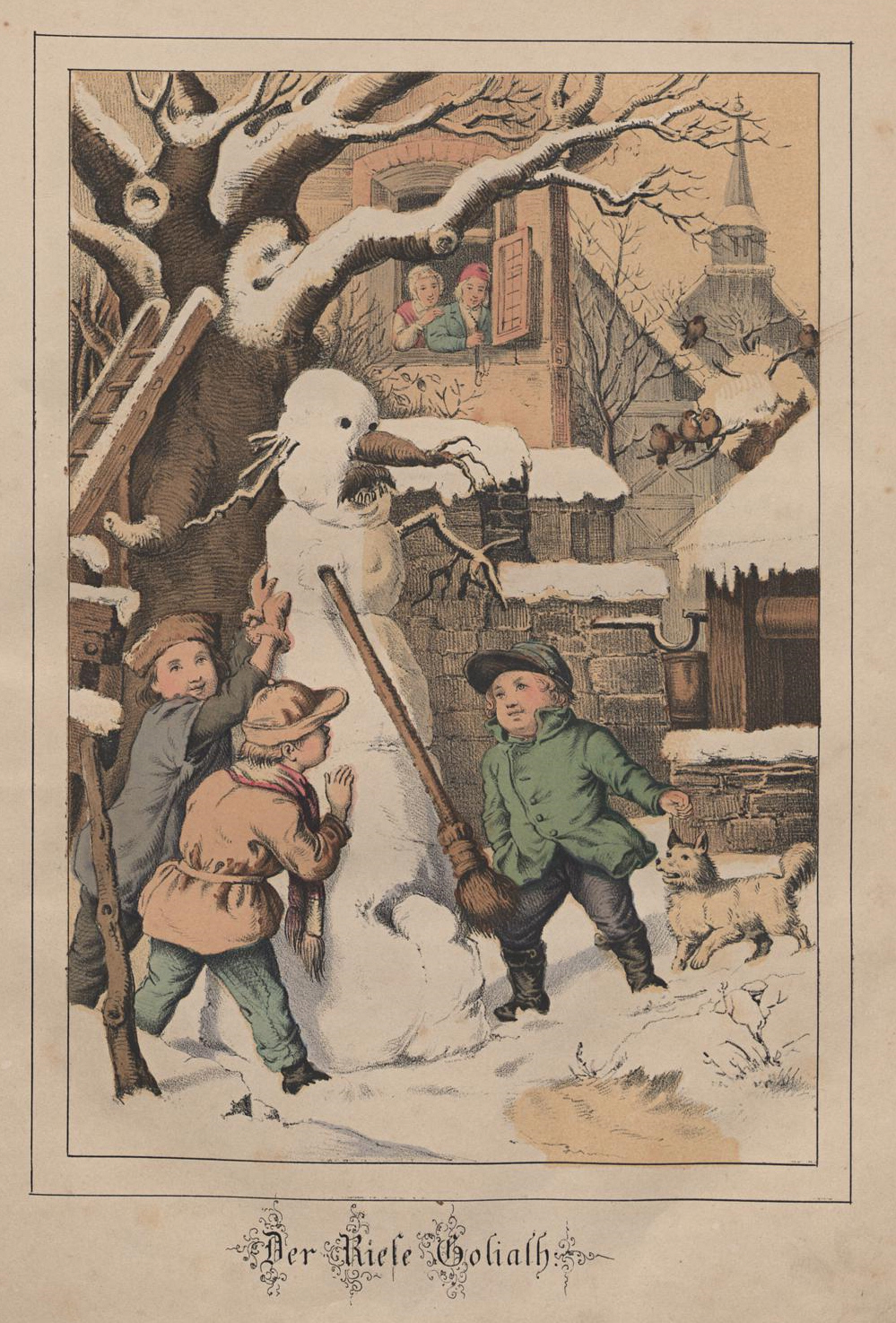
„Der Riese Goliath“ – Gustav Süs, Illustration zu Franz Wiedemann: Geschichten, wie sie Kinder gern haben (Dresden 1860)

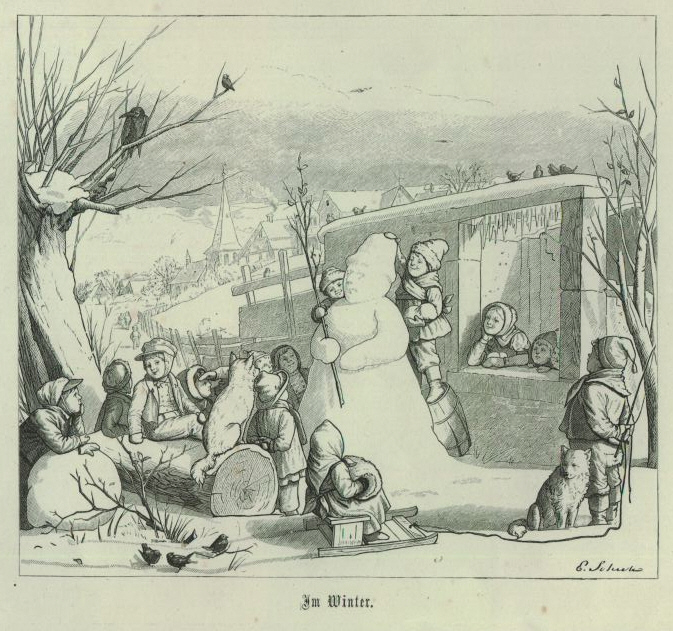
Schneemannbau (Illustration „Im Winter“ in einem Kinderbuch von 1867)

Im Mittelalter war eine Figur dieses Namens noch völlig unbekannt. Es wird berichtet, dass Michelangelo im Jahre 1494 nach einem Schneesturm für Piero I. de’ Medici eine schneemannartige Skulptur errichtet haben soll. Weitere literarische Nachweise für Schneeskulpturen gibt es aus dem 16. Jahrhundert, etwa bei Shakespeare. Populär wurde der Schneemann erst im 18. Jahrhundert. Im Jahr 1770 taucht er in einem Leipziger Kinderliederbuch von Christian Felix Weiße (1726–1804) zum ersten Mal als Begriff auf. Alte bildliche Darstellungen zeigen ihn als personifizierten Winter in recht bedrohlicher Gestalt in Übergröße, mit grimmiger Miene und drohend erhobenem Besen, so ein Kupferstich von Daniel Chodowiecki.
Im 19. Jahrhundert veränderte sich allmählich die Einstellung zum Winter, der nicht mehr nur hart und entbehrungsreich erschien. So gehörten zu bildlichen Winterdarstellungen nun vermehrt Schlittenfahren, Schlittschuhlaufen und eben auch Schneemänner, die im Biedermeier zu einem beliebten Kinderbuch-Motiv wurden. Die Gestalt wurde kugeliger, das Aussehen wesentlich freundlicher. Um 1900 erscheinen Schneemänner auch als Figuren für den Weihnachtsbaum.
Das Bild eines freundlichen Wintersymbols wird Ende des 19. Jahrhunderts sehr stark auch durch die wachsende Beliebtheit der Postkarte geprägt. Postkartenverlage entdecken den Schneemann als Motiv für Weihnachts- und Neujahrsgrüße. Etwa zeitgleich setzt auch die Werbeindustrie den Schneemann verstärkt für ihre Zwecke ein.
Am 18. Januar findet der Welttag des Schneemanns statt. Das Datum wurde durch die Form des Stocks, eine 1, und des Schneemanns, die der 8 gleicht, inspiriert. Im Januar ist es meist genügend kalt, um Schneemänner und deren Tag zu zelebrieren.

## Bau eines Schneemanns
Der Bau eines Schneemanns erfolgt in der Regel mit feuchtem Schnee, sodass er klebt und sich die Kugeln rollen lassen. Anschließendes Frieren gilt als günstig, damit die angetaute Oberfläche der Schneekugeln erneut gefriert und dem Schneemann mehr Stabilität verleiht. Falls nicht genügend Wasser abschmilzt, wird mit einer Gießkanne nachgeholfen.
Neben dem klassischen Schneemann werden auch andere Figuren, Tiere und Häuser auf die gleiche oder ähnliche Weise hergestellt.
Das japanische Dorf Shiramine in der Präfektur Ishikawa ist bekannt für seine Schneemannbauten. Jedes Jahr Anfang Februar werden die Bewohner des Dorfes dazu angehalten, einen eigenen Schneemann zu bauen.

## Rezeption

### Sonderbriefmarke
Mit einer 60-Cent-Briefmarke ‚Schneemann‘ würdigte die Bundesrepublik Deutschland die Figur des Schneemanns. Der Entwurf stammt von dem Designer Peter Kohl. Erstausgabetag war der 3. November 2014.

### Filme
- Der Schneemann (1944), Zeichentrickfilm von Horst von Möllendorff und Hans Fischerkoesen von 1944
- Ein Schneemann für Afrika, DEFA-Film von 1977
- Der Schneemann (1982), GB-Zeichentrickfilm von 1982
- Der Schneemann (1984), deutscher Abenteuerfilm von 1984
- Jack Frost, US-Filmkomödie von 1998
- Olaf der Schneemann, Nebenfigur im Film Die Eiskönigin – Völlig unverfroren, erschaffen von der Eiskönigin (Film aus dem Jahr 2013, gesprochen von Hape Kerkeling)
- Schneemann (Film), britischer Thriller aus dem Jahr 2017

### Musikstück
Erich Wolfgang Korngold komponierte mit elf Jahren das pantomimische Ballet Der Schneemann.

### Weltrekord
Der Reutlinger Cornelius Grätz stellte im Jahr 2000 mit 2099 Objekten den Weltrekord für die größte Schneemannsammlung auf. Nachdem der Rekord 2008 (3025 Objekte) und 2010 (3143 Objekte) bestätigt worden war, wurde er am 19. März 2013 von Karen Schmidt aus dem amerikanischen Coon Rapids mit 5127 Objekten gebrochen. Cornelius Grätz stellt Teile seiner Sammlung als Weihnachtsausstellung in Museen aus. Folgenden Standorte waren u. a. darunter Reutlinger Heimatmuseum (2003/2004), Stadtmuseum Deggendorf (2004/2005), Kreismuseum Zons (2005/2006), Mindener Museum (2006/2007), Museum Bautzen (2007/2008), Stadtmuseum Esslingen (2008/2009), Prinzeßhof in Itzehoe (2009/2010), Kreismuseum Bad Liebenwerda (2010/2011), Allgäu-Museum im Kornhaus (Kempten) (2012/2013), Osterburg (Weida) (2013/2014), Museum Auerbach/Vogtl. (2014/2015), Museum Oberschönenfeld (2016/2017), Pfalzmuseum Burg Forchheim (2018/2019), Museum für bildende Kunst Oberfahlheim bei Nersingen (2021/2022), zuletzt im Kulturhistorischen Museum Schloss Merseburg (2022/2023). Zudem ist er Initiator des Welttag des Schneemanns, der seit 2010 jährlich stattfindet.